# Цейлон на літніх Олімпійських іграх 1972
Цейлон на літніх Олімпійських іграх 1972 року в Мюнхені (Німеччина) представляли 4 спортсменів (усі чоловіки), які брали участь у двох видах спорту — легкій атлетиці і стрільбі. Прапороносцем Цейлону на церемонії відриття Олімпійських ігор був марафонець Люсьєн Роза. Цейлонські атлети не завоювали жодної медалі.

## Легка атлетика
Трекові та шосейні дисципліни
| Спортсмен               | Дисципліна         | Гіт       | Гіт   | Чвертьфінал | Чвертьфінал | Півфінал   | Півфінал   | Фінал        | Фінал      |
| Спортсмен               | Дисципліна         | Результат | Місце | Результат   | Місце       | Результат  | Місце      | Результат    | Місце      |
| ----------------------- | ------------------ | --------- | ----- | ----------- | ----------- | ---------- | ---------- | ------------ | ---------- |
| Суніл Гунавардене       | 100 м, чоловіки    | 11.00     | 74    | не пройшов  | не пройшов  | не пройшов | не пройшов | не пройшов   | не пройшов |
| Суніл Гунавардене       | 200 м, чоловіки    | 21.60     | 38    | 21.31       | 34          | не пройшов | не пройшов | не пройшов   | не пройшов |
| Вікремасінгх Вімаладаса | 400 м, чоловіки    | 46.62     | 26    | 46.50       | 18          | не пройшов | не пройшов | не пройшов   | не пройшов |
| Люсьєн Роза             | 10 000 м, чоловіки | 30:20.2   | 43    | Н/Д         | Н/Д         | Н/Д        | Н/Д        | не пройшов   | не пройшов |
| Люсьєн Роза             | марафон, чоловіки  | Н/Д       | Н/Д   | Н/Д         | Н/Д         | Н/Д        | Н/Д        | не фінішував | —          |

## Стрільба
| Спортсмен      | Дисципліна                           | Фінал | Фінал |
| Спортсмен      | Дисципліна                           | Бали  | Місце |
| -------------- | ------------------------------------ | ----- | ----- |
| Дая Раджасінгх | малокаліберна гвинтівка лежачи, 50 м | 587   | 65    |